# Michael Markfort
Michael Markfort  (* 3. Juni 1962) ist ein deutscher Schauspieler und Sänger.

## Leben und Karriere
Michael Markfort zählt mit seiner Körpergröße von 125 Zentimetern zu den kleinwüchsigen Menschen. Er studierte Theaterwissenschaften und spielt sowohl Klarinette als auch Saxophon. Markfort spielte mehrere Rollen in deutschen Fernseh- und Filmproduktionen. So stellte er beispielsweise Zwerge in Märchenverfilmungen wie Rotkäppchen, Zwerg Nase oder Schneewittchen dar, in denen kleinwüchsige Darsteller mitwirkten. Markfort ist ebenfalls als Schauspieler am Theater tätig. So war er 2006 in Kasimir und Karoline (von Ödön von Horváth) am Deutschen Theater in Berlin zu sehen. Markfort ist als Sänger in Liebe, Tod und Tango, einer Kammeroper nach Walter Serners Die Tigerin, zu hören.

## Theater
- 1990 bis 1994 spielte er bei den Salzburger Festspielen in der Tischgesellschaft des Jedermann.
- Don Carlos, Hamlet, Woyzeck, Clavigo und Alice im Bett.[2]
- 2006: Kasimir und Karoline
- 2012: Der Rosenkavalier (Staatsoper im Schillertheater Berlin)

## Filmografie (Auswahl)
- 1995: Die Sturzflieger
- 1997: Lukas (Folge: Lukas im Himmel)
- 1998: Tatort: Tanz auf dem Hochseil
- 1999: Beach Bikini Party (Kurzfilm)
- 2000: Auf eigene Gefahr (Folge: Ophelias Rache)
- 2002: Der Schrei
- 2002: Liebe und Verrat
- 2002: Planet B – Mask under Masks (Mask Under Mask)
- 2005: Rotkäppchen
- 2008: Zwerg Nase (Titelrolle)
- 2008: Schausteins letzter Film (Kurzfilm)
- 2009: Schneewittchen
- 2012: Die Rache der Wanderhure (Historienfilm[5])